# سنت علیا
سُنَّت علیا، روستایی از توابع بخش صفائیه واقع‌در شهرستان خوی در استان آذربایجان غربی ایران است.

## جمعیت
این روستا در دهستان سکمن‌آباد قرار دارد و براساس سرشماری مرکز آمار ایران در سال ۱۳۸۵، جمعیت آن ۵۰ نفر (۶ خانوار) بوده‌است.